# Tadousse-Ussau
Tadousse-Ussau ist eine französische Gemeinde mit 73 Einwohnern (Stand 1. Januar 2022) im Département Pyrénées-Atlantiques in der Region Nouvelle-Aquitaine (vor 2016: Aquitanien). Die Gemeinde gehört zum Arrondissement Pau und zum Kanton Terres des Luys et Coteaux du Vic-Bilh (bis 2015: Kanton Garlin).
Die Einwohner werden Tadoussois und Tadoussoises genannt.

## Geographie
Tadousse-Ussau liegt circa 35 Kilometer nordöstlich von Pau in der Region Vic-Bilh der historischen Provinz Béarn am nordöstlichen Rand des Départements.
Umgeben wird der Ort von den Nachbargemeinden:
|                 | Portet                                      | Diusse           |
| Mascaraàs-Haron | Kompassrose, die auf Nachbargemeinden zeigt | Conchez-de-Béarn |
|                 | Saint-Jean-Poudge                           |                  |

Tadousse-Ussau liegt im Einzugsgebiet des Flusses Adour. Einer seiner Nebenflüsse, der Lées, fließt an der östlichen Grenze zu den Nachbargemeinden Diusse und Conchez-de-Béarn entlang.

## Geschichte
Die geografische Lage im Tal des Lées führte zu einer Besiedelung seit der Antike. Bei der Volkszählung des Béarn im Jahre 1385 wurden in Tadousse 21 Haushalte gezählt, und das Dorf gehörte zur Bailliage von Lembeye. Im Dorf lebten auch Cagots, eine Personengruppe, die vom 13. bis weit ins 19. Jahrhundert hinein in Spanien und Frankreich aus heute noch unbekannten Gründen diskriminiert und weitgehend vom gesellschaftlichen Leben ausgeschlossen war. Im Laufe des 14. Jahrhunderts wurde Tadousse wie andere Dörfer der Region von Truppen des Grafen von Armagnac in Brand gesteckt. Das Dorf besaß dabei eine Befestigungsanlage mit Gräben und Wällen auf drei Seiten.
Ussau ist wie Tadousse im 12. Jahrhundert erstmals in den Schriften erwähnt worden. Ein Schloss wurde auf Initiative von Königin Jeanne d’Albret von Navarra im 16. Jahrhundert gebaut. Im Jahre 1672 wurde Ussau per Dekret des französischen Königs zum Baronat erhoben, das dem Vicomte von Béarn unterstand.
Im Jahre 1831 schlossen sich die Gemeinden Tadousse und Ussau zur Gemeinde Tadousse-Ussau zusammen.
Toponyme und Erwähnungen von Tadousse waren:
- Tadeossa (13. Jahrhundert, fors de Béarn, Manuskript aus dem 14. Jahrhundert),
- Thedeosse (1343, hommages de Béarn),
- Tedeosse und Tadoose (1385 bzw. 1402, Volkszählung im Béarn),
- Tadaosse (1443, Verträge von Carresse, Blatt 289),
- Tadossa, Tadoze, Tadoza und Tadosse (gegen 1540, 1542 für die beiden mittleren Formen bzw. 1546, réformation de Béarn, Manuskriptsammlung des 16. bis 18. Jahrhunderts, B. 737, Blatt 1 und 3 sowie B. 786, Blatt 22) und
- Tadousse (1750, 1793 und 1801, Karte von Cassini, Notice Communale bzw. Bulletin des lois).[4][6][5]

Toponyme und Erwähnungen von Ussau waren:
- Ossau (13. Jahrhundert, fors de Béarn, S. 204),
- Ossau en Vic-Bilh (1538, réformation de Béarn, B. 833) und
- Ussau (1793 und 1801, Notice Communale bzw. Bulletin des lois).[4][7]

### Einwohnerentwicklung
Die Gemeinde erreichte einen Höchststand ihrer Größe mit rund 360 Einwohnern in der Mitte des 19. Jahrhunderts. In der Folge setzte bei kurzen Perioden der Erholung eine Phase der Stagnation bis zu den 1970er Jahren auf ein Niveau von rund 70 Einwohnern ein, das bis heute gehalten wird.
| Jahr      | 1962 | 1968 | 1975 | 1982 | 1990 | 1999 | 2006 | 2009 | 2022 |
| --------- | ---- | ---- | ---- | ---- | ---- | ---- | ---- | ---- | ---- |
| Einwohner | 115  | 99   | 73   | 68   | 75   | 78   | 69   | 75   | 73   |

## Sehenswürdigkeiten
- Pfarrkirche Notre-Dame. Trotz ihrer lang gestreckten Form zeigt die Kirche eine bestimmte Massivität, die wahrscheinlich der Architektur eines Baus mit Verteidigungsfunktion geschuldet ist, die in der unruhigen Zeit während der Hugenottenkriege notwendig war. Die heutige Kirche stammt im Wesentlichen aus dem 17. Jahrhundert. Der Langbau birgt ein Kirchenschiff und besitzt ein lang gezogenes Dach, das mit Flachziegeln gedeckt ist. Der viereckige Glockenturm, der wie das südliche Eingangsportal im 18. Jahrhundert errichtet wurde, ist mit einem Helm versehen, der mit Schiefer gedeckt ist. Die Kirche birgt eine große Vielzahl an Ausstattungsgegenständen aus dem 17. bis 20. Jahrhundert, die als nationale Kulturgüter registriert sind.[9][10]

- Schloss Ussau. Das ursprüngliche Schloss wurde im 16. Jahrhundert als Wohnsitz des Grundherrn Jean d’Idron errichtet. In der Folgezeit gelangte es in den Besitz der Familie Marques anschließend der Familie Béarn-Abère. In der zweiten Hälfte des 18. Jahrhunderts ließ die Familie Périer das heutige Schloss bauen. Sie besaß auch eine Wassermühle, die im Jahre 1749 errichtet wurde, wie eine entsprechende Jahreszahl auf dem Schlussstein des Bogens des Wasserauslasses belegt. Das Schloss gelangte in die Hände der Familie Sabatier und schließlich gehörte es Bernard Nabonne, einem Béarner Schriftsteller. Der Wohntrakt des Schlosses besitzt zwei Stockwerke und ein Dachgeschoss, das mit einem Walmdach gedeckt ist. Im hinteren Teil des Gebäudes befindet sich eine Balustrade. Das Schloss ist heute im Privatbesitz und der Öffentlichkeit nicht zugänglich. Es war bei der Aktualisierung des Eintrags als nationales Kulturgut im Jahr 1990 in einem schlechten Zustand.[11][12][13]

## Wirtschaft und Infrastruktur

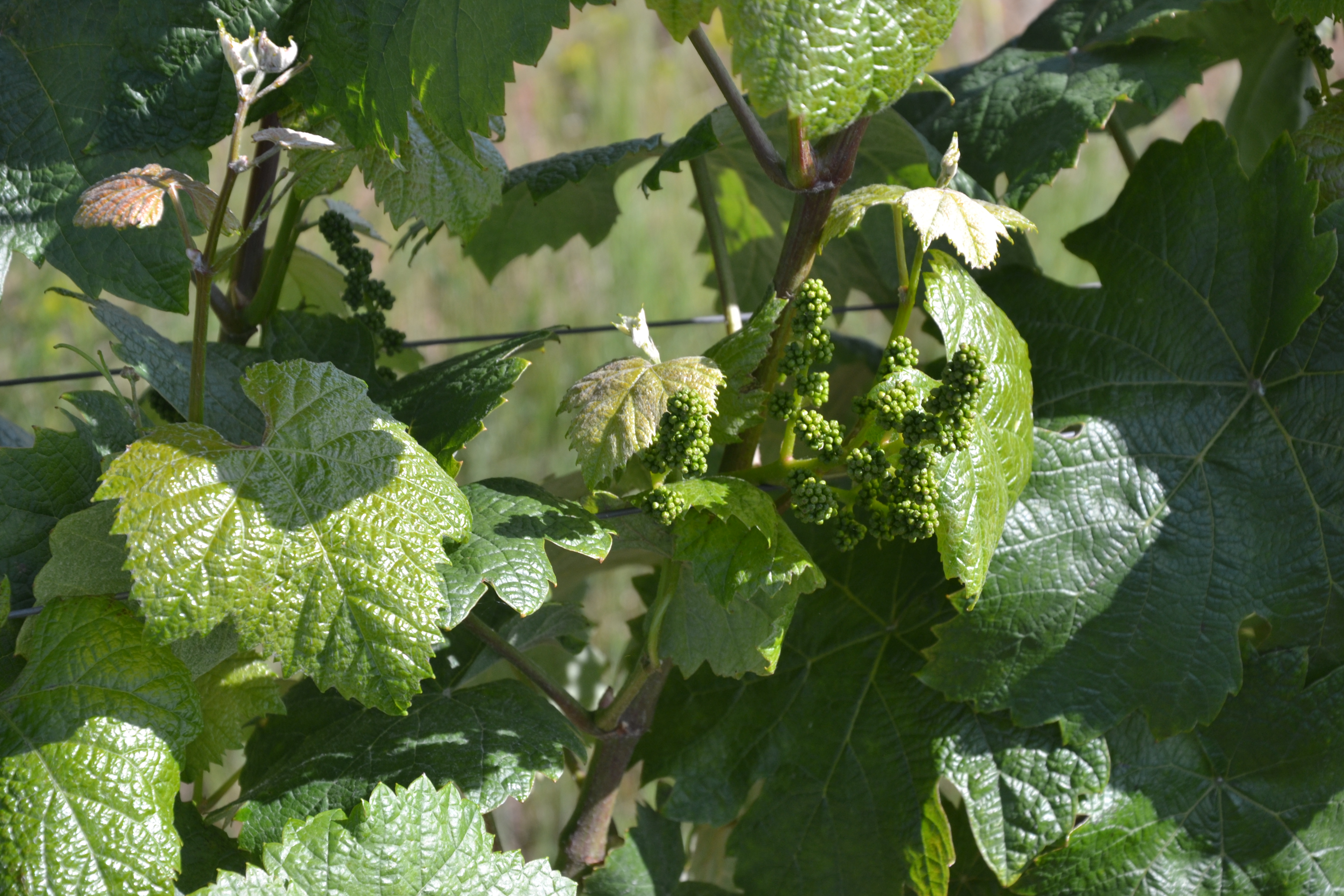
Weinrebe der AOC Madiran

Tadousse-Ussau liegt in den Zonen AOC der Weinanbaugebiete des Béarn, Madiran und Pacherenc du Vic-Bilh.

### Verkehr
Tadousse-Ussau ist erreichbar über die Routes départementales 16 und 143.

## Persönlichkeiten
Bernard Nabonne (1897–1951), war ein französischer Schriftsteller aus dem Béarn, der neben seinen Büchern über die französische Geschichte vor allem wegen seiner Romane in den 1920er Jahren bekannt wurde. Er besaß das Schloss Ussau.